# Велика школа нації
«Велика Школа Нації» (грец. Μεγάλη του Γένους Σχολή, тур. Özel Fener Rum Lisesi) — найстаріша і найпрестижніша грецька православна школа у Стамбулі (Туреччина).
Заснована у 1454 році, через рік після падіння Константинополя, Матеосом Камаріотісом, скоро стала школою для «благородних» грецьких та інших православних сімей Османської імперії. Тут навчалися багато османських міністрів, а також валаські і молдовські князі, які назначалися османським урядом. Наприклад, її закінчив Димитрій Кантемір.
Нинішня будівля Школи розташована недалеко від церкви святого Георгія в районі Фанар, який є резиденцією Константинопольського Патріарха. Серед місцевих жителів відомий також як "Червоний замок" і "Червона школа" (тур. Kırmızı Okul). Сьогодні школа є другою за величиною після середньої школи Зографьон і має шість турецьких вчителів на додаток до 15 грецьких вчителів. Відповідно до закону, школа використовує турецьку навчальну програму на додаток до грецьких предметів (грецька мова, література та релігія).

## Ректори (схолари)
- Олександр Маврокордато (1665—1671)
- Євгеній Булгаріс (1760—1761)
- Дорофей (Проіос) (1803—1807)
- Константінос Кумасі (1814—1815)
- Євстафій (Клеовулос) (1864—1871)
- Михайло (Клеовулос) (1888—1918)
- вакантна 1918—1920
- Олександр (Зотос) (1920—1925)
- Спиридон Захаріадіс (1925—1952)
- Георгій Діктабаніс (1952—1964)
- вакантна 1964—1967
- Іоанніс Карайанніс (1967—1976)
- вакантна 1976—1991
- Николай Мауракіс (з 1991)